# DAF 55

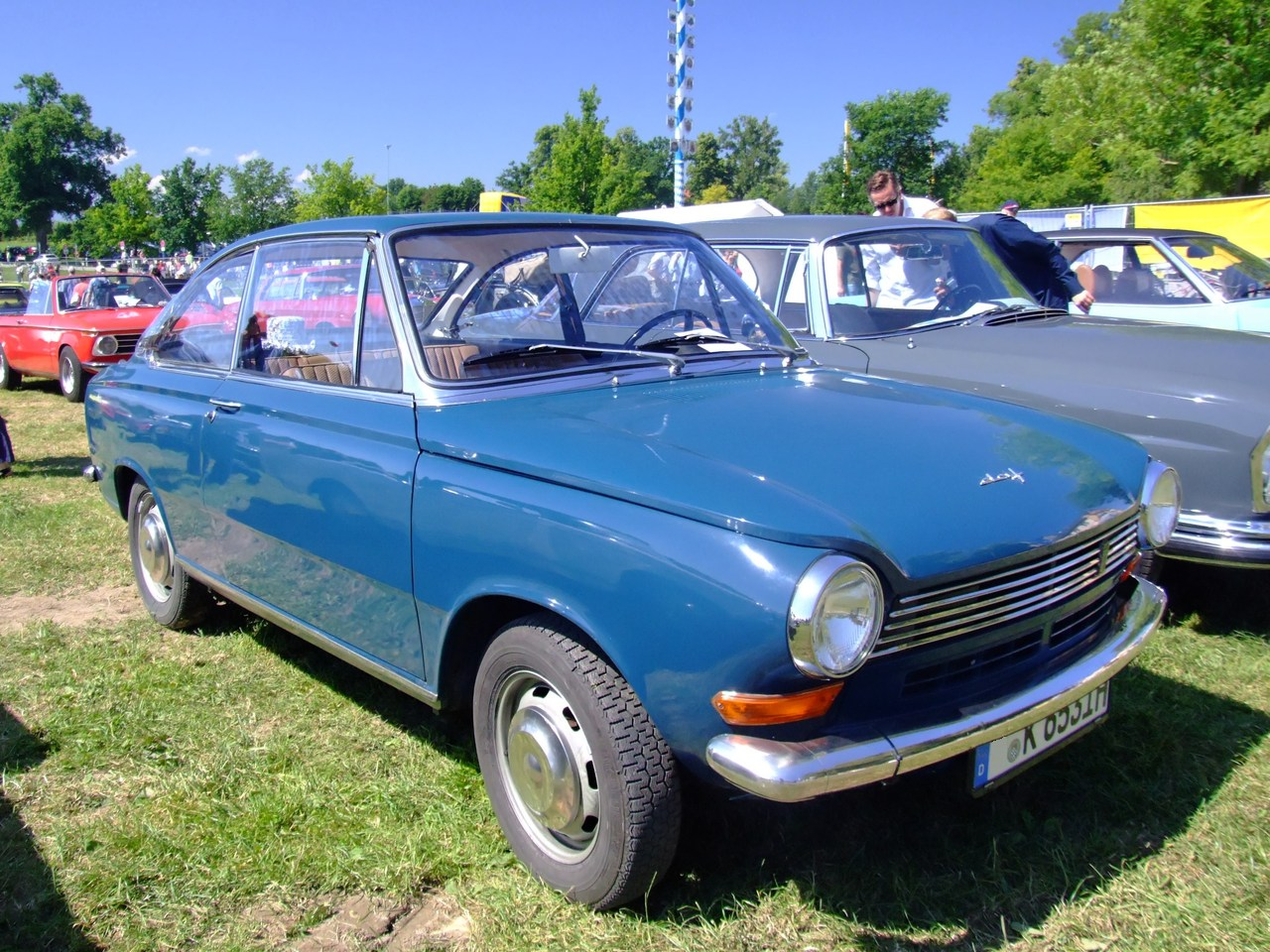
DAF 55 купе

DAF 55 — небольшой семейный автомобиль марки DAF, появившийся в декабре 1967 года. Выпускался в кузовах седан, универсал и купе. Это был первый автомобиль DAF, комплектовавшийся рядным 4-цилиндровым двигателем с водяным охлаждением.
C 1971 года выпускалась спортивная версия MARATHON с тем же двигателем, но мощностью 63 л.с.
В 1972 году на замену 55 модели пришла 66. Всего было выпущено 153 263 «простых» DAF 55 и 10 967 «Марафонов».